# José Eneme Oyono
José Eneme Oyono, (1 de septiembre de 1954, Andom-Mongomo, Provincia de Wele Nzas, Guinea Ecuatorial) es un médico condecorado con los grados de Caballero y Comendador de la Orden de la Independencia.

## Biografía
Realizó los estudios secundarios en el colegio La Salle de Bata (actual Colegio Nacional Enrique Nvó Okenve). Estudió medicina en Sofía, Bulgaria, y regresó a su país para ejercer su profesión.
Actualmente vive junto a su familia en la ciudad de Malabo junto a su familia.
Como médico, ha ejercido en los hospitales de Malabo, Mongomo, Luba y Akonibe. Ocupó varios cargos de responsabilidad en la Administración, entre ellos ministro delegado de transportes y telecomunicaciones, viceministro de trabajo y seguridad social, ministro de sanidad y bienestar social, y como el médico personal del presidente de la República. Actualmente es Consejero presidencial en materia de sanidad y a su vez ejerce el cargo de presidente del consejo de administración de la empresa nacional de telecomunicaciones GETESA, además de director nacional del proyecto de lucha contra el paludismo y roedores. Es profesor de la Facultad de Medicina de la Universidad Nacional de Guinea Ecuatorial (UNGE) y miembro del comité ejecutivo del Partido Democrático de Guinea Ecuatorial (P.D.G.E.).

## Como escritor
Ha publicado varios artículos en periódicos nacionales y las novelas Más allá del deber (edición personal, 2005) y El hospital de la muerte (edición personal, 2008). Ambas novelas transcurren en Guinea, en un ambiente hospitalario.